# Antonio Pavanello
Antonio Pavanello (Agordo, 13 ottobre 1982) è un dirigente sportivo ed ex rugbista a 15 italiano, direttore sportivo del Benetton.

## Biografia
Originario del Bellunese, Pavanello si formò rugbisticamente nel Rovigo, club con il quale esordì in massima serie a 19 anni il 20 gennaio 2002 (vittoria 18-17 sul Parma; dopo cinque campionati con la squadra rossoblu passò al Benetton, con cui vinse tre titoli di campione d'Italia.
Già rappresentante l'Italia a livello Under-18 e Nazionale A, disputò il suo primo test match a Salta, in Argentina, nel giugno 2005, in occasione di un incontro dell'Italia con i Pumas; in 9 anni di nazionale totalizzò 23 presenze.
A gennaio 2010 il C.T. Nick Mallett inserì Pavanello nella rosa dei giocatori da utilizzare per il Sei Nazioni.
Dall'ottobre 2008 Antonio Pavanello è dottore in architettura, essendosi laureato a Venezia con una tesi sul recupero edilizio.
Alla fine della stagione 2014-15 annunciò il ritiro dall'attività agonistica con passaggio a quella dirigenziale; dalla stagione successiva al ritiro è, infatti, Direttore Sportivo del club, posizione nella quale fu riconfermato nel 2018. Il 30 giugno 2021 viene promosso al ruolo di Direttore Generale del club.

## Palmarès
- Campionati italiani: 4
Benetton Treviso: 2005-06, 2006-07, 2008-09, 2009-10
- Coppe Italia: 1
Benetton Treviso: 2009-10
- Supercoppe d'Italia: 2
Benetton Treviso: 2006, 2009